# 280mmシュナイダー臼砲

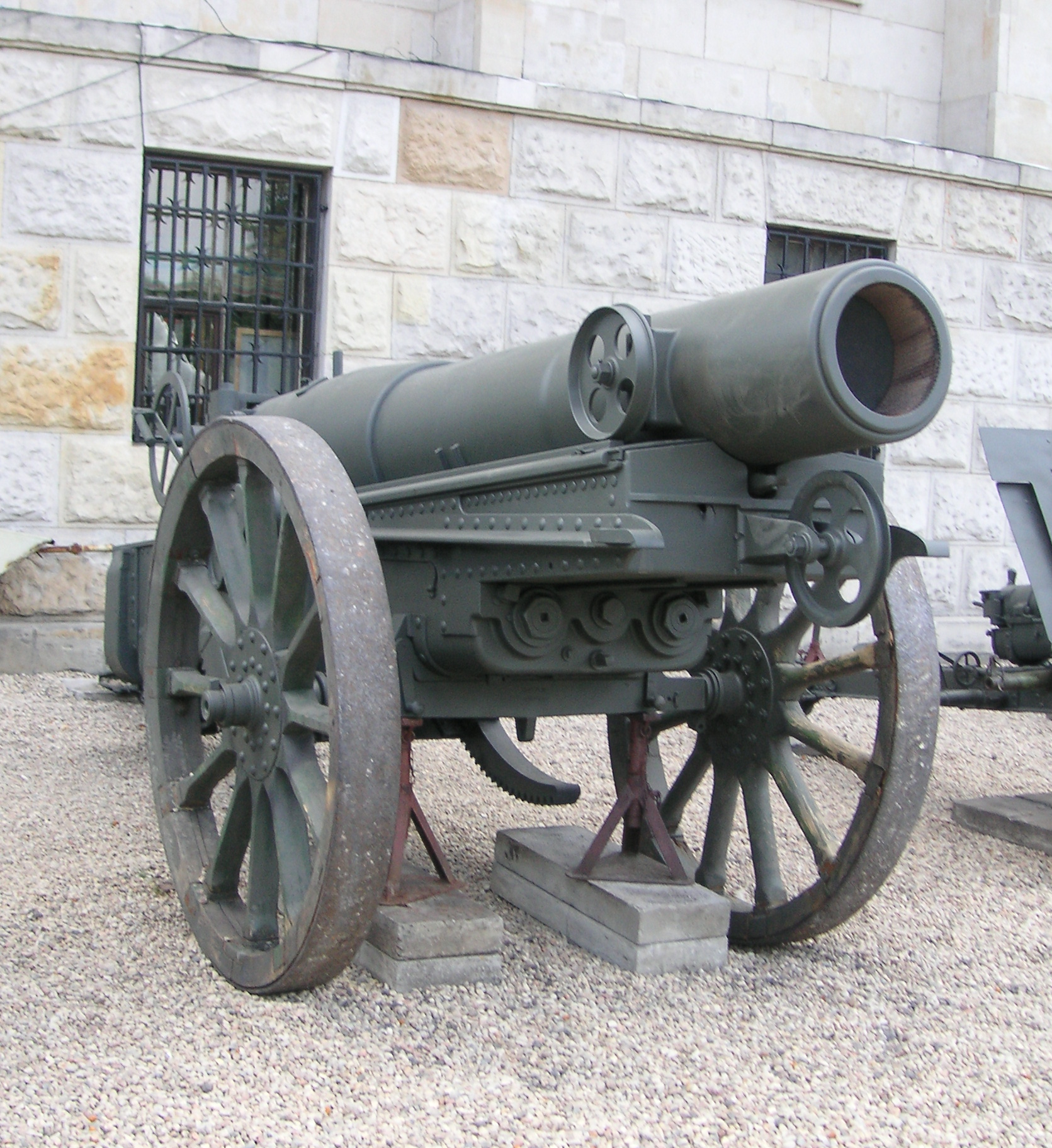
輸送状態の280mm砲身

280mmシュナイダー臼砲(Mortier de 280 modèle 14/16 Schneider)とは第一次世界大戦でフランス軍が使用した臼砲である。

## 概要

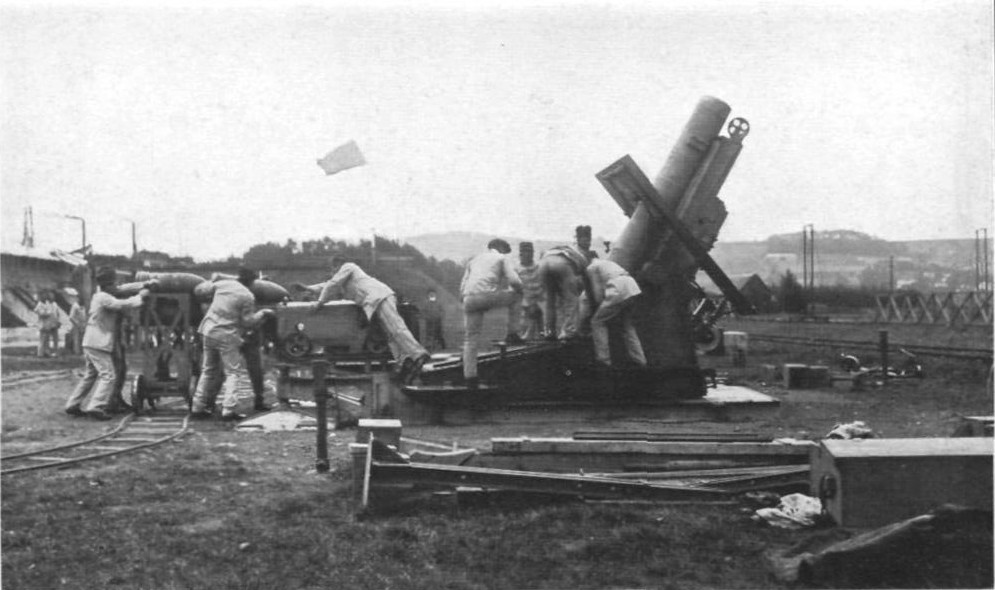
仰角をかけた発射状態

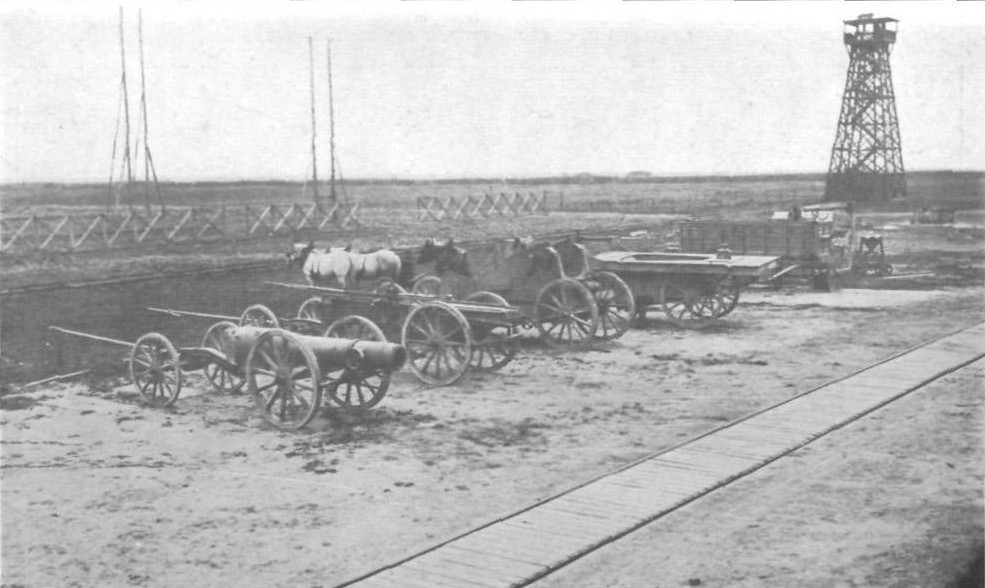
四分割された輸送状態

第一次世界大戦の開戦当時、フランス陸軍の軍事思想は迅速な攻撃を主体としたものであり、大口径の火砲は重視されていなかった。しかしフランスのシュナイダー社は自社資金で各種大口径火砲の開発を行っており、本砲もその一つである。
1914年、75mm軽野砲に過度に依存していたフランス陸軍の攻勢がドイツ軍の塹壕線に阻まれて失敗すると、フランス陸軍は大口径火砲を求め、シュナイダー社が提案した本砲はmle1914榴弾砲としてただちに採用された。ただし、実際に軍に納入できたのは2年後のことであり、その間に制式名称はmle14/16臼砲に変更されている。
元々は攻城砲として設計されていたために非常に鈍重な火砲であり、据え付ける際は鋼鉄製の台座を埋設しなければならず、移動時は短距離であっても4分割する必要があった。生産は順調で、性能面でも塹壕や地下要塞の破壊に有効だったが、射程が10,950mと短く、ドイツ側の長距離砲による対抗射撃で破壊されることが多かった。運搬する時は分解して四台の馬車にして運ぶ。それは時速2キロで移動できた。
第二次世界大戦開戦時にも少数が残っており、ドイツ軍に鹵獲されている。ドイツ軍ではレニングラードやセバストポリ要塞への包囲戦で攻城砲として運用した。
シュナイダー社によって生産されフランス以外にロシアにも輸出され、ロシアでは11インチ臼砲M1912(ロシア語: 11 дм. осадная мортира обр. 1912 г.)の名前で呼ばれていた。

## 性能
- 口径：280 mm[1]
- 砲身長：3.36 m[1]
- 重量：16,000 kg（射撃時）[1]
- 仰角：10～60度[1]
- 旋回角：20度[1]
- 最大射程：10,950m[1]
- 砲弾重量：205 kg[1]